# Abraham van Diepenbeeck
Abraham van Diepenbeeck (9 de mayo de 1596, Bolduque-31 de diciembre de 1675 en Amberes)  fue un erudito y virtuoso pintor neerlandés de la escuela flamenca; artista vidriero, pintor, dibujante y dibujante proyectista.

## Vida y obras
Van Diepenbeeck aprendió la técnica del vitral de su padre.  Se fue a Amberes hacia 1621 y obtuvo sus primeros éxitos en la pintura sobre vidrio, entre sus producciones están las ventanas de la catedral que representan los "Actos de la Misericordia". Un trabajo similar en la iglesia de los dominicos muestra escenas de la "Vida de San Pablo". Después de haber recibido una educación clásica,  Van Diepenbeeck se convirtió en uno de los mejores alumnos y asistentes de Rubens, a partir de 1623. Manejaba temas mitológicos e históricos, así como retratos, con gran habilidad y vigor y fue un buen colorista, con una vibrante paleta.

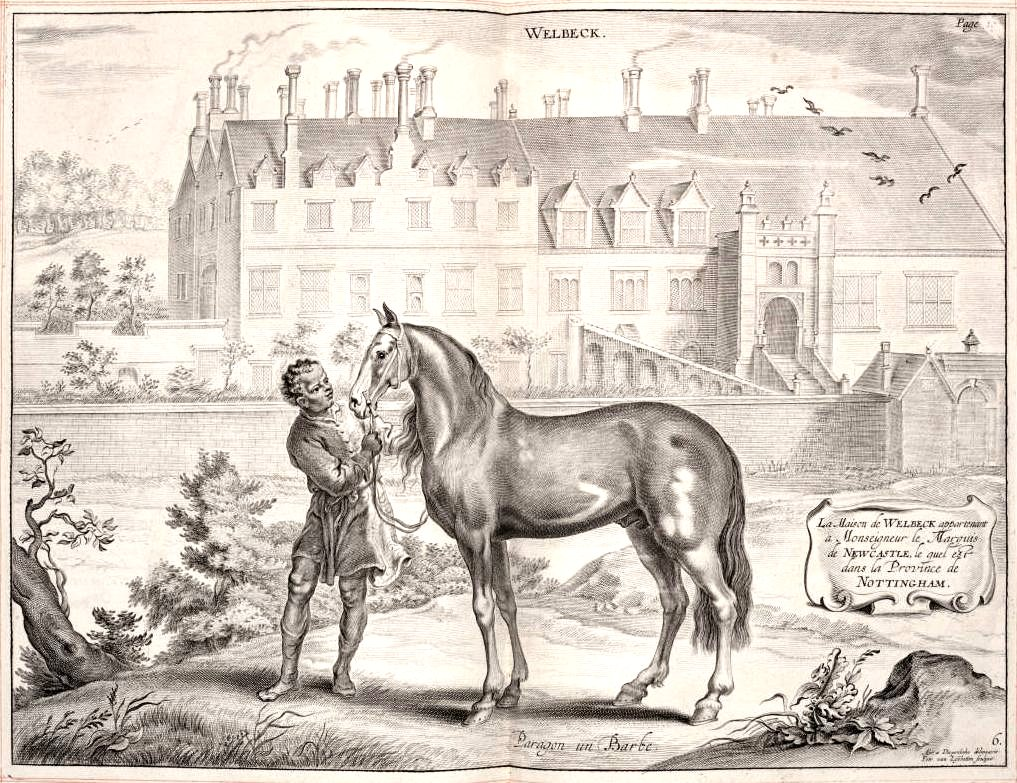
Welbeck, Paragon un Barbe, a partir de Diepenbeeck

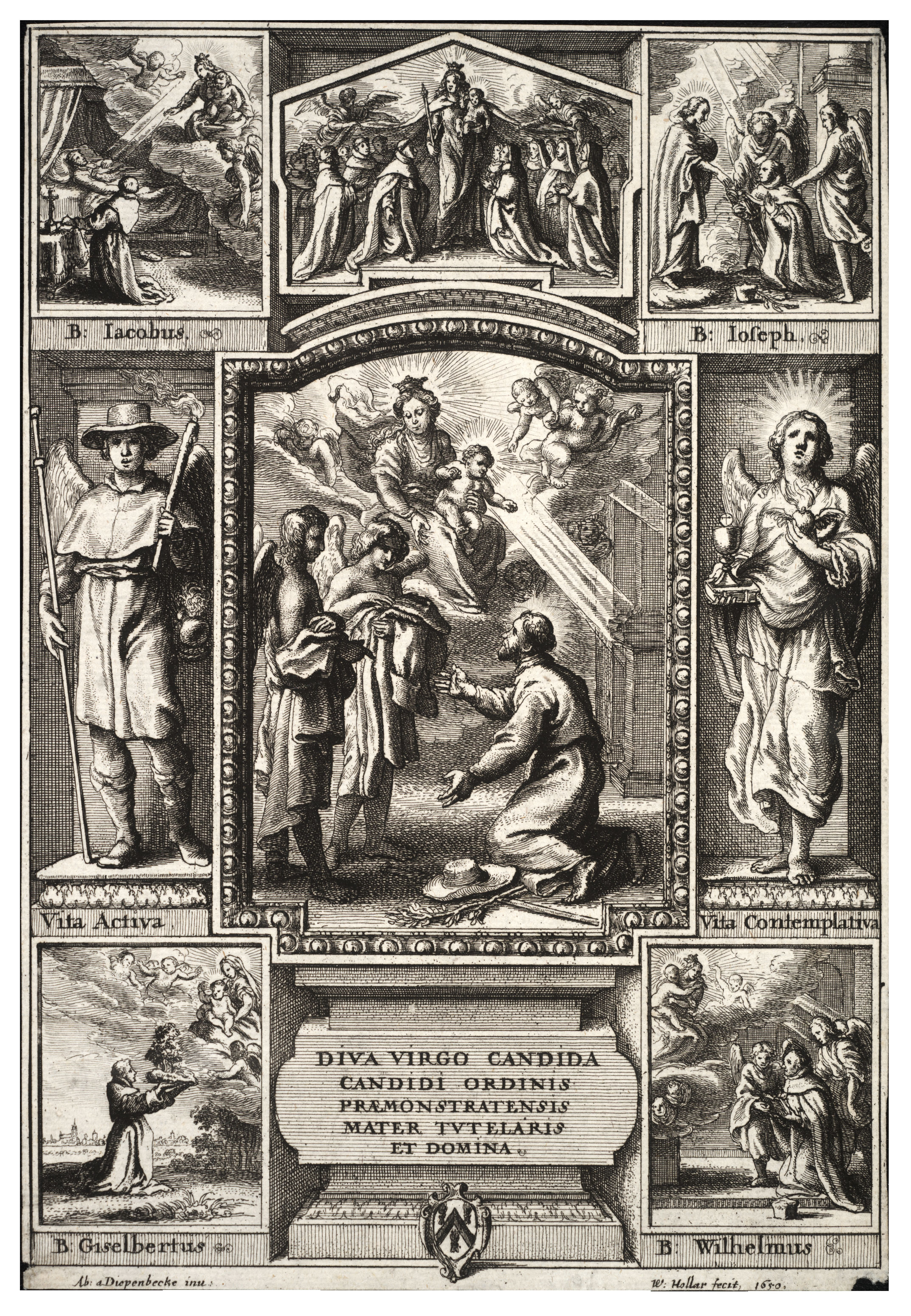
La Virgen y San norberto, a partir de un dibujo de Diepenbeeck

Van Diepenbeek  adquirió la ciudadanía de Amberes en 1636, fue admitido en el gremio de San Lucas de pintores en 1638, y se convirtió en director de la academia en 1641.  
Fue después de una visita a Italia cuando el artista comenzó a pintar al óleo y a ilustrar.  Entre sus ilustraciones se encuentran cincuenta y ocho diseños grabados por Cornelis Bloemaert para el abate de Marolles, las llamadas  "Tableaux du Temple des Muses". Durante el reinado de Carlos I de Inglaterra, van Diepenbeeck fue en Inglaterra donde ilustró el libro de Un Sistema General de la equitación en todas sus clases, además de retratos del primer duque de Newcastle y su familia .

## La colaboración entre Peter Paul Rubens y Abraham van Diepenbeeck
En este artículo se sondeó sobre la colaboración entre Peter Paul Rubens (1577 - 1640) y Abraham van Diepenbeeck (1596-1675). Marie-Louise Hairs duda, a pesar de la existencia de algunas fuentes históricas, que describen una intensa cooperación entre los dos. De Puyvelde va tan lejos como para afirmar que Rubens apenas permitió la presencia de otros en su estudio y afirma que él mismo se encargó de la realización de todas sus obras. Estos puntos de vista, son desmentidos sobre la base de una información clara de la literatura ya publicada y obras relevantes de Rubens, donde Diepenbeeck estuvo involucrado con claridad. Luego de examinar en qué medida Diepenbeeck había participado en el proceso de invención y por qué habría estado involucrado en esta etapa tan importante . Para ello toman en cuenta la distinción que en el siglo XVII se hizo entre la invención y la aplicación del arte. La ejecución estaba subordinada a la invención y por lo tanto no pertenece al núcleo de la artista.

### En Amberes
Abraham van Diepenbeeck se trasladó en 1621 a Amberes, un año más tarde estaba vinculado a la cofradía de San Lucas como miembro maestro de pintura en vidrio. Las cofradías eran empresas privadas u organizaciones públicas que se organizaron dentro de una ciudad. Debido a la situación local, social y política de un gremio, es extraño que Diepenbeeck ingresara inmediatamente como miembro del Gremio de Amberes; como inmigrante habría sido en junio de 1624 incluido como miembro de pleno derecho. En sus primeros años en Amberes Diepenbeekck se dedicó principalmente al diseño de vidrieras para  varias iglesias. Basándose en estos datos, supongo que después de Diepenbeeck 1623 - 1624 se puede vincular con el Taller de Rubens.

### Alumno de Rubens
Según Meyssens (1649), Cornelis de Bie (1661), De Piles (1677), Joachim von Sandrart (1675- 1679), Max Rooses (1888), Hairs (1977), Steadman (1982), Balis (1993) y Hans Vlieghe (1998), Abraham van Diepenbeeck fue uno de los alumnos de Rubens . A efecto de otorgarle un estatus o categoría dentro del taller de Rubens, es importante demostrar que Abraham Diepenbeeck no comenzó su formación dentro de ese taller.  Se formó como pintor de vidrio, junto a su padre, Jean Roelofszone van Diepenbeeck, durante su estancia en Bolduque . Esta disciplina se practica en Amberes de forma limitada. De ahí que en 1638 se negó a ser decano del gremio de pintores de vidrio. El mismo año van Diepenbeeck ingresó como miembro del gremio de San Lucas como pintor.

### Más que un alumno de Rubens
Varias fuentes indican que Abraham Diepenbeeck fue más que un alumno común de Rubens. Así en 1626 - 1627, junto con otro personal de estudio de Rubens, fue uno de los artistas intérpretes o ejecutantes  del cartón de la serie de tapices  "La glorificación de la Eucaristía" . Esta fue una de las principales tareas que el estudio de Rubens había recibido de la Infanta Isabel.

### Autor independiente
Durante el mismo período,  Abraham van Diepenbeeck colaboró también de forma activa con la Casa Plantin, una imprenta de Amberes. Los años siguientes emprendió varios viajes. En 1632, encargado por Rubens, viaja a París y Fontainebleau para hacer dibujos de las obras de Primaticcio y Niccolo dell' Abbate. Además de sus trabajos para Rubens, también se le han asignado obras independientes. Esto puede deducirse a partir del análisis del grabado "Retrato ecuestre de Fernando de Austria", de Antoine van der Does, en el que se incluye la inscripción: "Diepenbeke inventi 1634". Van Diepenbeeck fue un inventor, como Rubens.

## Obras
Entre las mejores y más conocidas obras de Abraham van Diepenbeeck se incluyen las siguientes:
- la consagración de un abad .  Norberto en la iglesia del pueblo de Deurne cerca de Amberes,
- El Entierro de Cristo en el Museo de Braunschweig,
- el matrimonio. Katharina  en la galería de Berlín
- el vuelo de la Cloelia en tres representaciones diferentes en Berlín, Dresde (Galería) y París (Louvre)
- Amantes con Cupido (en el Louvre).

También ha pintado retratos y llevado a cabo muchas dibujos excelentes para grabadores. 

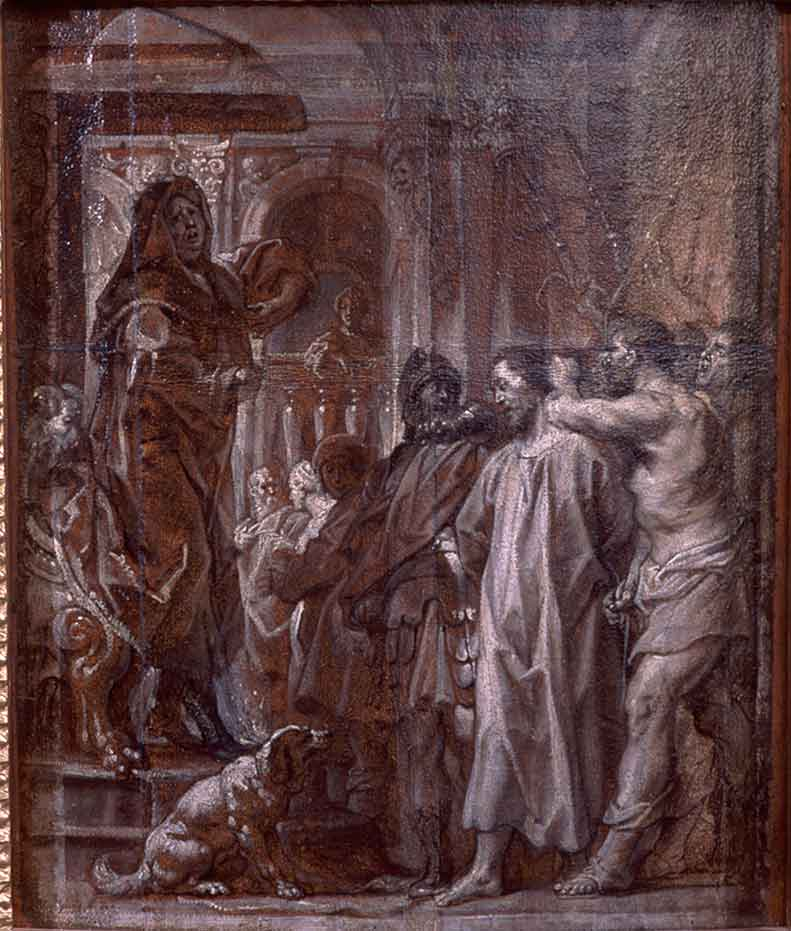
Ilustración de Cristo junto a Caifás
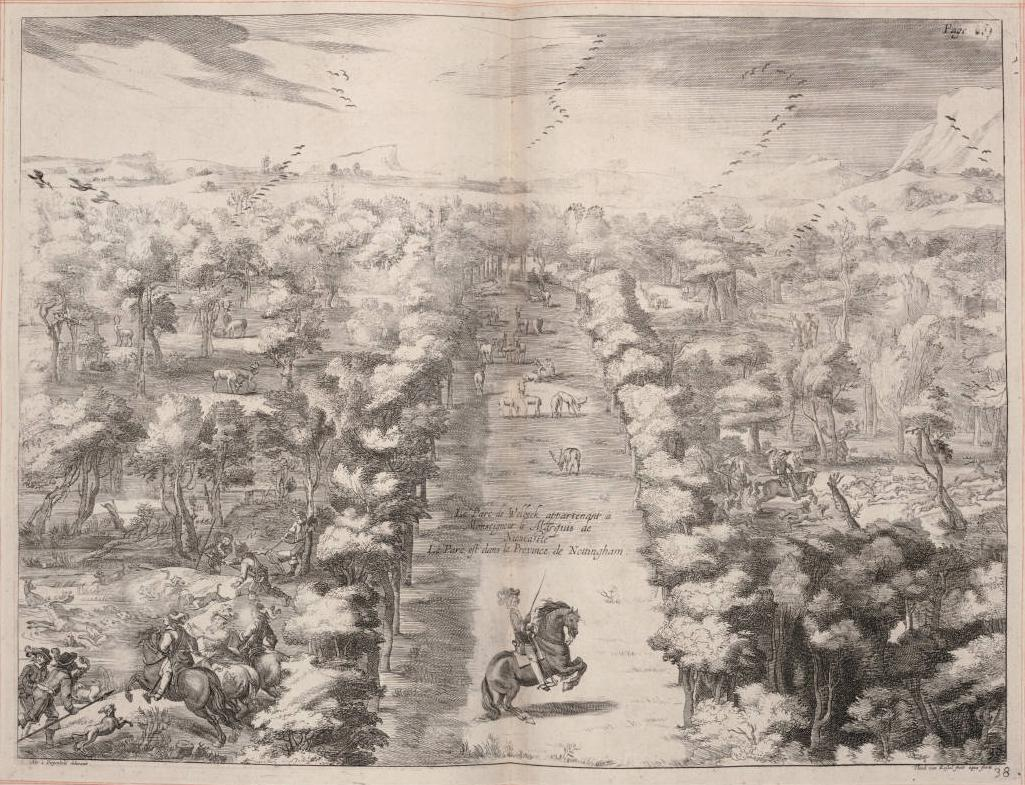
Dibujo del parque de Welbeck
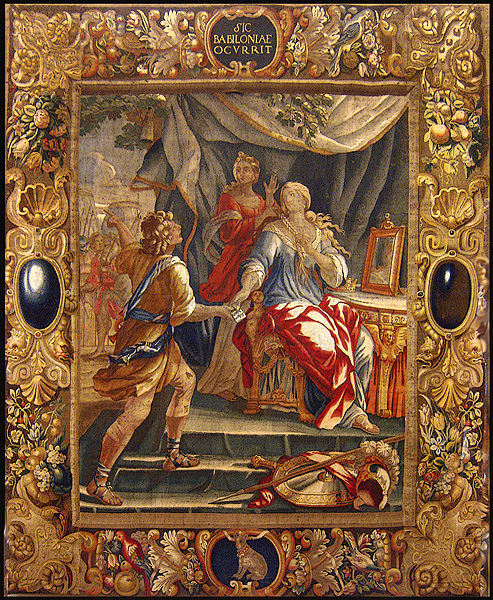
Tapiz a partir de un dibujo de Diepenbeeck, en los Museos Capitolinos de Roma
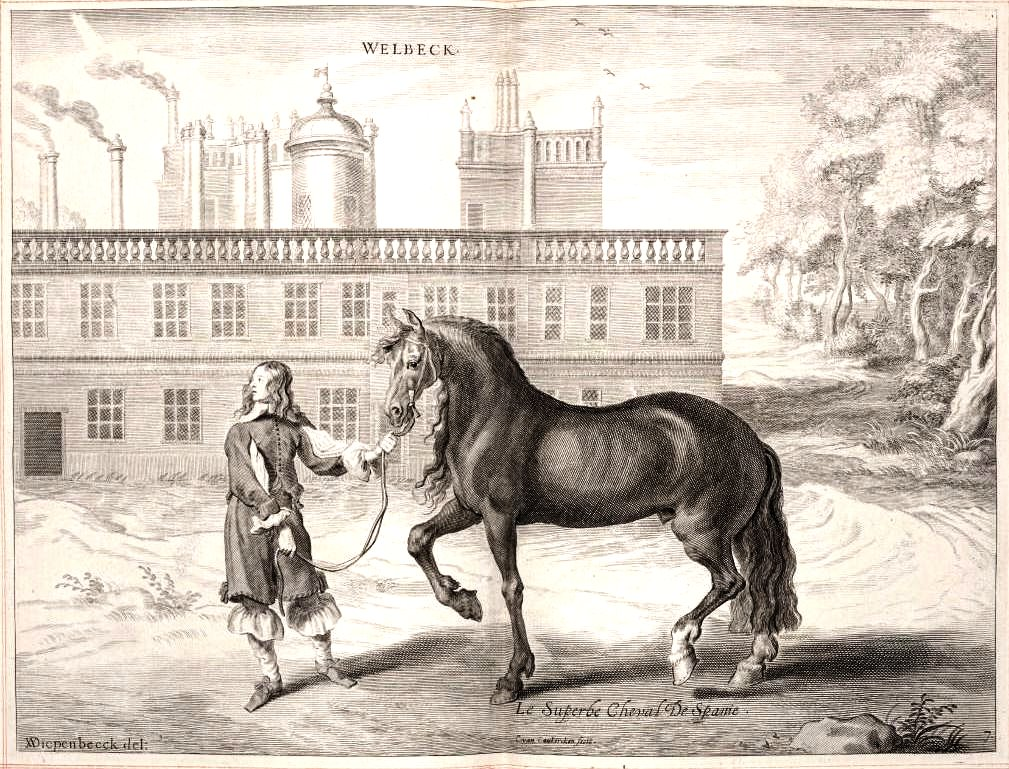
Caballo español
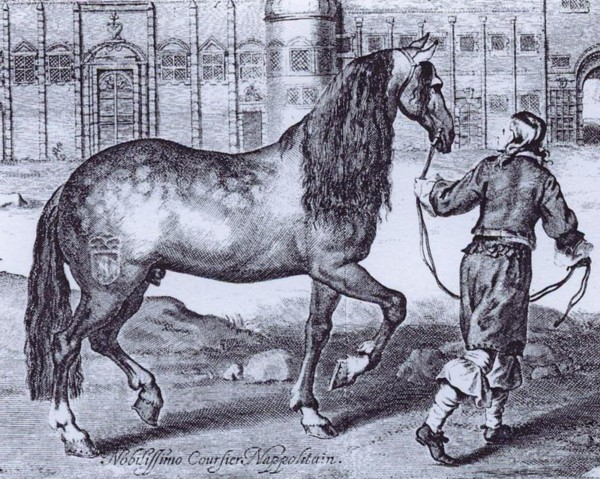
Caballo napolitano
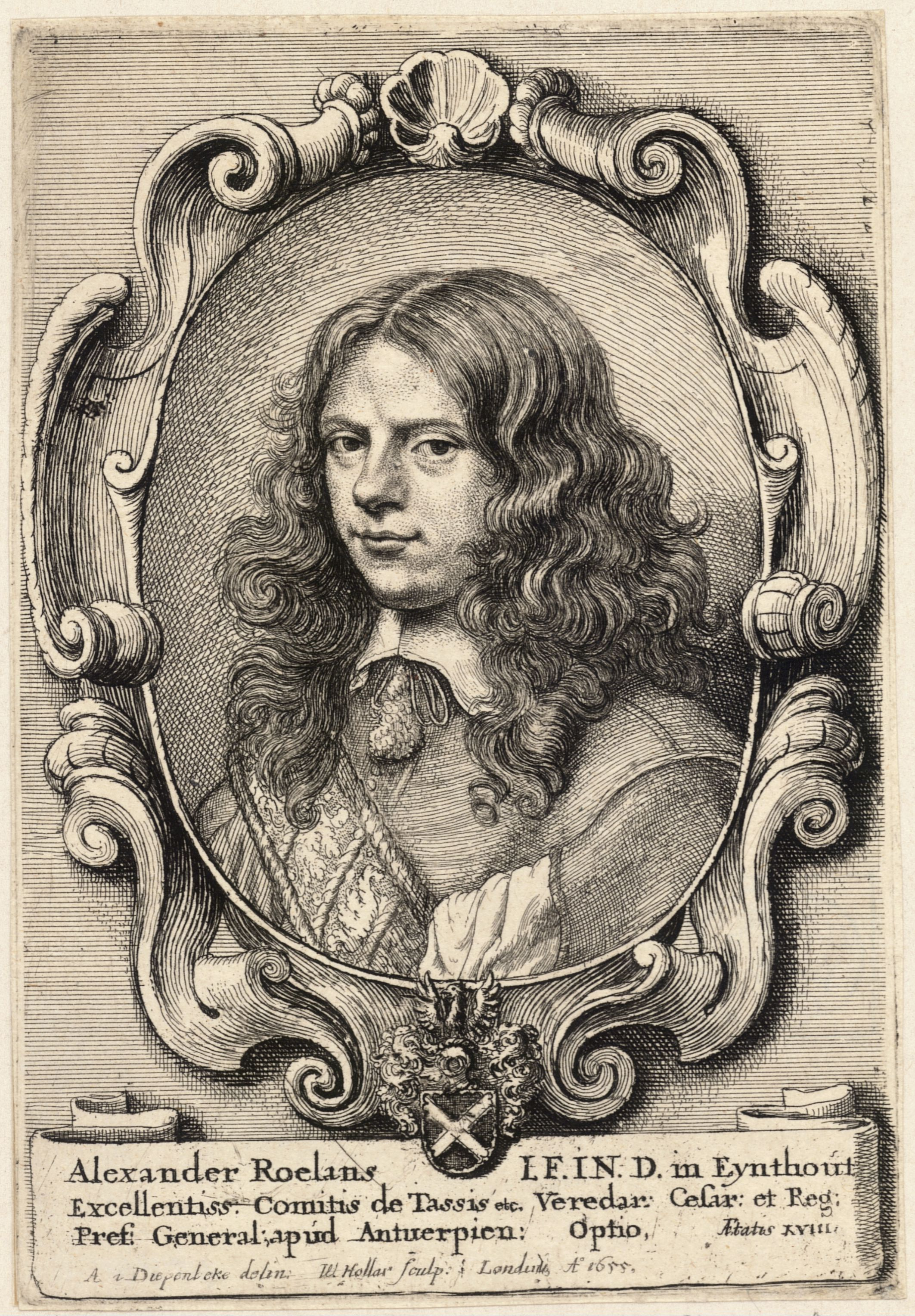
Retrato de Alexander Roelants
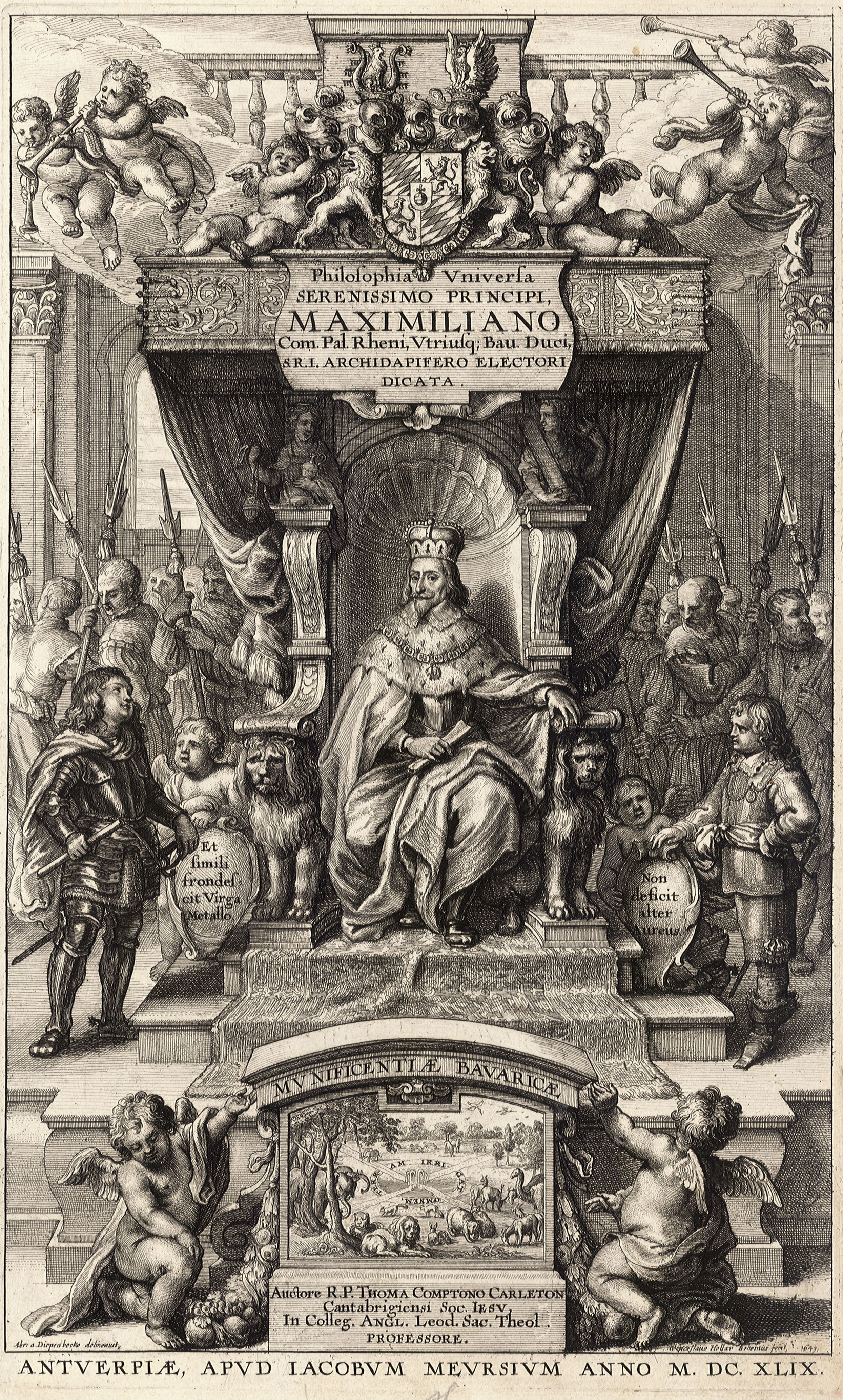
ilustración
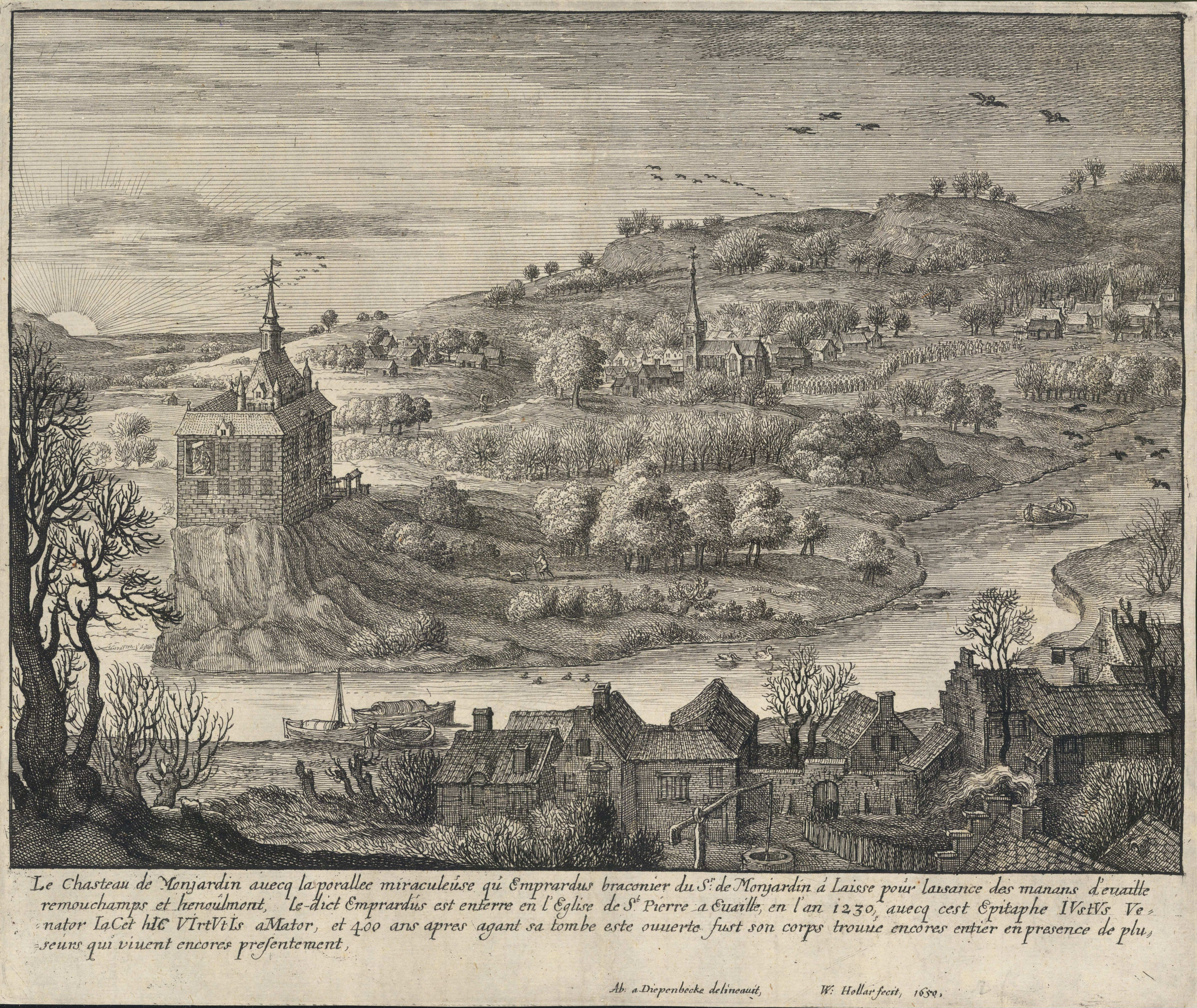
Paisaje. Mojardin

Gracias a algunas fuentes históricas (dibujos, grabados, literatura ...) se demostró que Diepenbeeck participó efectivamente en el inventieproces con obras de Rubens. La información sobre el propio Rubens, y su vida, sugieren incluso que a Diepenbeeck se le dio la libertad para crear sus obras de arte de dibujo. Aunque estos diseños se basaron en las instrucciones que recibió del maestro. Van Diepenbeeck fue más que un alumno de Rubens. Por lo tanto, puede concluirse que existió una verdadera asociación entre los dos y que Diepenbeeck estaba activo fuera de los límites del taller de Rubens.